# 小澤車站
小澤車站（日语：／ Kozawa eki */?）是由北海道旅客鐵道（JR北海道）所經營的鐵路車站，位於日本北海道岩內郡共和町。本站是JR北海道函館本線沿線的無人車站，屬於JR北海道本社（札幌總部）的直轄範圍，並由俱知安車站負責管理。
本站在1912年至1985年之間曾是岩內線（原名岩內輕便線）與函館本線的交會車站，因此過去包括「二世谷號」、「雷電號」等行駛於函館本線上的急行列車皆在本站停靠。但目前這些列車皆早已停駛，並且由行駛於室蘭本線上的特急列車所取代。

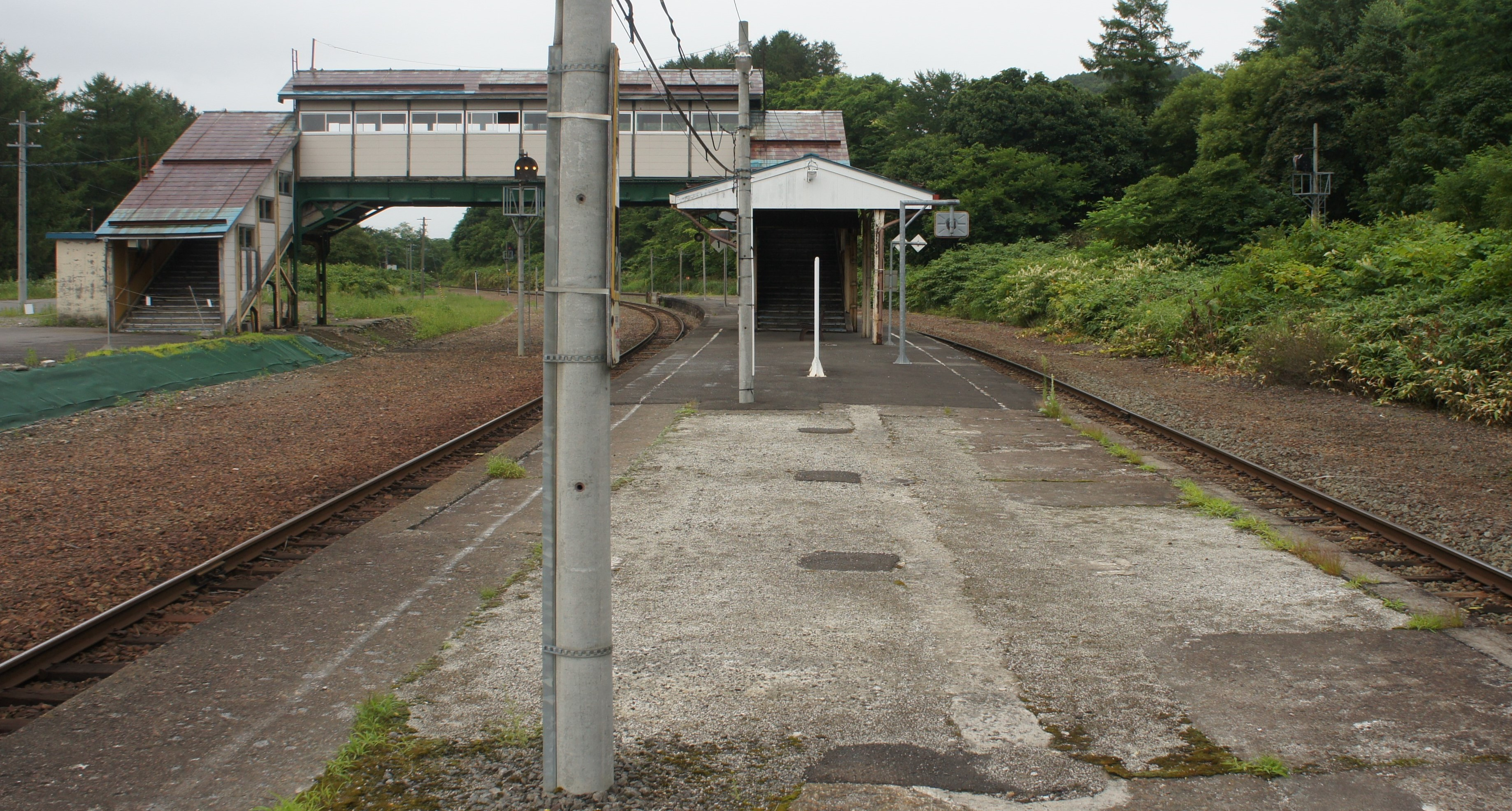
月台（2017年8月）

## 車站構造
本站為擁有島式月台1面2線的地面車站。

### 月台配置
| 月台 | 路線      | 方向 | 目的地             |
| ---- | --------- | ---- | ------------------ |
| 2    | ■函館本線 | 下行 | 小樽、札幌方向     |
| 3    | ■函館本線 | 上行 | 俱知安、長萬部方向 |

## 相鄰車站
北海道旅客鐵道（JR北海道）
■函館本線
快速「Niseko Liner」、普通
俱知安（S23）－小澤（S22）－銀山（S21）

### 曾經存在的路線
岩內馬車鐵道
岩內馬車鐵道線
小澤站－小澤
日本國有鐵道（國鐵）
岩內線
小澤－國富